# Водяное (Полтавская область)
Водяное (укр. Водяне) — село, Чутовская поселковая община, Полтавский район,Полтавская область, Украина.
Код КОАТУУ — 5325455101. Население по переписи 2001 года составляло 167 человек.

## Географическое положение
Село Водяное находится в 3-х км от правого берегу реки Коломак, в 1,5 км от села Кантемировка. По селу протекает пересыхающий ручей с запрудой.